# Moysés Paciornik
Moysés Goldstein Paciornik (Curitiba, 4 de outubro de 1914 — São Paulo, 26 de dezembro de 2008) foi um médico brasileiro. 

## Formação
Formou-se em medicina no ano de 1938 pela Faculdade de Medicina da Universidade do Paraná e fez cursos de extensão universitária nas áreas de pediatria, hematologia, doenças vasculares e periféricas, patologia, psicologia, doenças do recém-nascido, gastroenterologia e cardiologia.

## Vida profissional
- Médico cirurgião do Hospital da Criança de Curitiba;
- Fundou o Centro Paranaense de Pesquisas Médicas;
- Delegado da Associação Médica do Paraná;
- Vice-presidente da Sociedade de Obstetrícia e Ginecologia do Paraná;
- Professor de Obstetrícia na Universidade Federal do Paraná;
- Tenente-médico da Polícia Militar do Estado do Paraná.

Em 1959 fundou o Centro Paranaense de Pesquisas Médicas, do qual foi diretor. O centro dedica-se à prevenção do câncer ginecológico e em serviços às reservas indígenas no sul do Brasil. Foi nestas atividades que Moysés tornou-se partidário do parto de cócoras, ao observar que as índias da tribo caingangue, mesmo tendo muitos filhos, tinham uma musculatura mais firme que as demais mulheres. Foi o médico precursor do exame papanicolau no Brasil e na UFPR, fundou a cadeira de Higiene Pré-Natal em 1952.

## Entidades a que pertenceu
- Federação Brasileira das Sociedades de Ginecologia e Obstetrícia (Febrasgo);
- Sociedade Civil de Bem-estar Familiar (Femfam);
- Sociedade Paraguaia de Ginecologia e Obstetrícia - membro correspondente;
- Sociedade Brasileira de Cancerologia;
- Sociedade Paranaense de Hospitais - membro fundador;
- Sociedade Brasileira de Cirurgiões Pélvicos;
- Associação Médica do Paraná;
- Academia Paranaense de Medicina;
- Associação Médica Brasileira.

## Atuação literária
Escreveu vários livros e pertenceu à Academia Paranaense de Letras (ocupante da cadeira 35) e à Academia Brasileira de Médicos Escritores (fundador da cadeira 11).

### Livros publicados
- Aprenda a nascer com os índios - Parto de cócoras.
- Erros médicos.
- Parto de cócoras.
- Aprenda a viver com os índios.
- Mafiosos de branco.
- Aprenda a nascer e a viver com os índios.
- Quem mata o índio?.
- Graças a um soco.
- Brincando de contar histórias.
- Histórias das terras.
- Consultando lembranças.
- Conflitos psicossociais de um consultório médico.
- Os Grine, nos trezentos anos de Curitiba.
- Aprenda a envelhecer sem ficar velho.
- Dois choros.
- Mafiosos de que cor são vocês?.

## Prêmios e condecorações
- Membro de honra do 3º Congresso Peruano de Ginecologia e Obstetrícia;
- Honra ao Mérito pelo Movimento Brasileiro de Alfabetização;
- Benfeitor da cidade de Chapecó;
- Medalha de Mérito Agrícola da Federação de Agricultura do Estado do Paraná;
- Comitê de Honra da Associação Brasileira de Pilotos Médicos;
- Medalha Marechal Cândido Rondon, da Sociedade Geográfica Brasileira.

Moysés Paciornik morreu em 26 de dezembro de 2008 de parada cardíaca, sendo enterrado no dia 28 do mesmo mês em Curitiba.